# Peggy Wagenführ
Peggy Wagenführ (ur. 14 listopada 1976 w Räckelwitz) – niemiecka biathlonistka, złota medalistka mistrzostw Europy w 1998 roku, w swoim dorobku ma również trzy medale brązowe. Karierę zakończyła w 2002 roku.

## Osiągnięcia

### Mistrzostwa Europy
| Rok  | Miejsce  | IN | SP | PU | MS | RL |
| 1998 | Mińsk    |    | 3  | 3  |    | 1  |
| 2000 | Zakopane | 5  | 8  | 4  |    | 3  |

IN – bieg indywidualny, SP – sprint, PU – bieg pościgowy, MS – bieg ze startu wspólnego, RL – sztafeta

### Puchar Świata
| Sezon     | Miejsce |
| --------- | ------- |
| 1997/1998 | 64.     |
| 1998/1999 | 34.     |
| 1999/2000 | 45.     |
| 2000/2001 | 47.     |
| 2001/2002 | 58.     |